# Casa al carrer Primfilat (Figueres)
La Casa al carrer Primfilat és un edifici del municipi de Figueres (Alt Empordà) que forma part de l'Inventari del Patrimoni Arquitectònic de Catalunya.

## Descripció
És un edifici cantoner situat al nucli antic de la ciutat, de planta baixa i dos pisos que ha estat rehabilitat recentment. És per aquest motiu que no es conserven la major part de les seves obertures originals. Les que sí que es conserven són obertures en arc rebaixat carreuades, dues de les quals amb dates inscrites a la llinda A l'antiga porta d'accés a l'edifici hi ha inscrita la data 1574, i en una altra obertura de la planta baixa del carrer Primfilat hi ha una dovella clau amb la data 1765. L'altre element destacable que encara es conserva de la construcció original, és la cantonada carreuada, amb carreus grossos ben escairats.